# 1160-as évek
Évszázadok: 11. század · 12. század · 13. század
Évtizedek: 1110-es évek · 1120-as évek · 1130-as évek · 1140-es évek · 1150-es évek · 1160-as évek · 1170-es évek · 1180-as évek · 1190-es évek · 1200-as évek · 1210-es évek
Évek: 1160 · 1161 · 1162 · 1163 · 1164 · 1165 · 1166 · 1167 · 1168 · 1169

## A világ vezetői
- II. Géza magyar király (Magyar Királyság) (1141–1162† )
- III. István magyar király (Magyar Királyság) (1162–1172† )
- II. László magyar király [Ellenkirály] (Magyar Királyság) (1162–1163† )
- IV. István magyar király [Ellenkirály] (Magyar Királyság) (1163–1165† )